# بلانة (النوبة القديمة)
بلانة، كانت مقبرة بلانة في النوبة السفلى، كان من قبل والتر بريان إيمري جنبًا إلى جنب مع قسطل القريبة بين عامي 1928 و1931كمشروع إنقاذ قبل الارتفاع الثاني لسد أسوان المنخفض. تم العثور على مجموعه 122 مقبرة تحت أكوام صناعية ضخمة. ويعود تاريخها إلى الفترة التي أعقبت انهيار الدولة المروية ولكن قبل تأسيس الممالك النوبية المسيحية بحوالي 350 إلى 600 بعد الميلاد. وعادة ما كانت تحتوي على غرفة واحدة أو عدة غرف تحت الأرض مع حجرة دفن رئيسية واحدة.  تم العثور على بعض المقابرغيرمسروقة  ولكن حتى المدافن المسروقة لا تزال تحتوي على العديد من مواد الدفن.
الأشياء التي تم العثور عليها من أصل نوبي بشكل رئيسي ولكن كان هناك أيضًا العديد من الأشياء المستوردة من مصر البيزنطية والبحر الأبيض المتوسط بشكل عام. وأكثر ما يلفت الانتباه هو مجموعة تيجان من مقابر مختلفة تظهر أن أغنى المدافن تنتمي إلى الملوك والملكات الحاكمة المحليين. وكان هناك خيل وخدام مدفونون مع سادتهم. هناك القليل من الأشياء المكتوبة في المدافن. وبالتالي فإن تحديد أصحاب المقابر أمر مستحيل. كان من المفترض أن هذه هي مدافن الملوك محكمة نوباتيا.
وتم اكتشاف قبر مهم هنا هو القبر 118 الذي يتكون من ثلاث غرف. ويمكن وصفه بأنه مثال على دفن ملكي في بلانة ويتألف من حجرة دفن رئيسية وغرفتي تخزين. وانهار سقف حجرة الدفن ونجا القبر من أعمال النهب. تم العثور على جثة الشخص المدفون هنا على النعش. كان على الأرجح ملكًا. وتم العثور على تاج على رأسه. وكان تحت النعش كانت بقايا لوحة ألعاب خشبية كبيرة وأسلحة وكرسي حديدي قابل للطي. كانت هناك أيضًا هياكل عظمية لخادم شاب وبقرة. في المخزنين، تم اكتشاف المزيد من الهياكل العظمية للخدم، بالإضافة إلى الفخار وعدة مصابيح برونزية.
وتنتمي مقابر بلانة إلى مجمع الثقافي يسمى غالبًا X-Group.و بعد العثور على هذه المقابرغالبًا ما تسمى هذه الثقافة بثقافة بلانة. و مقبرة بلانة الأصلية تغمرها بحيرة ناصر الآن.

## الأدب
- التر ب . إيمري: النوبي الكنز.  لندن 1948 ، ص.  57-72

## وصلات خارجية
- متحف النوبة: Ballana و Qustul
- متحف النوبة: X مجموعة أو Ballana الثقافة